# 車人
車人，香港校園小說女作家，2005年開始於香港網絡創作，於香港非牟利青少年創作網站「原創空間」專欄「大埔道八號」連載小說故事。
2006年與網站「原創空間」一班網絡作家畢名、李廣冀、嘉露兒、風泠合著《愛上了線》及《魔法下了線─菇5》兩本小說，2007年與香港驚悚小說作家畢名寫下《七天房客‧相遇九如坊》一書，作品曾進入香港閱讀城好書試閱榜四周。
2008年推出首本個人愛情小說《愛上你‧遺下我》，同年此小說獲得第7屆香港教育城「十本好讀」好書獎項。2012年開始，車人開始從事青少年流行讀物的創作，同年推出首本校園小說《青蔥歲月》，作品入選《第25屆中學生好書龍虎榜》及《第6屆香港書獎》候選好書。此外，車人亦有嘗試創作不同類型作品，於翌年推出的《穿越百年的友誼》是以科幻為題材的校園小說，2014-15年間寫出十五萬字「茶餐廳裏的相遇」系列故事三部曲《茶餐廳裏的相遇》、《米其蓮的考驗》及《相聚一刻館》。2019年推出全新青少年奇幻驚險系列《星之魔法少女系列》，首本系列作《星光寶石的魔法》甫出便登上聯合物流暢銷書榜，亦同時成為2019年新雅文化及山邊出版年度兒童文學及小說暢銷書排行榜第三名。
車人現為香港小說會會員，非牟利香港青少年創作網站「原創空間」講座作家，至今於香港推出21本個人及合著作品。

## 著作

### 校園小說

#### 飛躍青春系列
【山邊出版社有限公司】
- 2012年6月  《青蔥歲月》  ISBN 9789629233723
- 2013年6月  《穿越百年的友誼》  ISBN 9789629233846
- 2013年12月  《異國的天空》  ISBN 9789629233907
- 2014年4月  《遊戲迷之旅》  ISBN 9789629233921
- 2016年6月  《我不要再孤獨》  ISBN 9789629234324

#### 夢想成真系列
【山邊出版社有限公司】
- 2014年10月  《茶餐廳裏的相遇》  ISBN 9789629233976
- 2015年3月  《茶餐廳裏的相遇2─米芝蓮的考驗》  ISBN 9789629234034
- 2015年9月  《茶餐廳裏的相遇3─相聚一刻館》  ISBN 9789629234164

#### 星之魔法少女系列
【新雅文化事業有限公司】
- 2019年4月  《星光寶石的魔法》 ISBN 9789620872136
- 2019年8月  《魔法的覺醒》 ISBN 9789620873348
- 2020年1月  《友情的試煉》 ISBN 9789620874376
- 2020年6月  《燃點魔幻之火》  ISBN 9789620875359
- 2020年12月  《最後的星之碎片》 ISBN 9789620876387
- 2021年3月  《宿命之戰》 ISBN 9789620877254

#### 香港作家巡禮系列
【明報教育出版有限公司：聰明館】
- 2023年7月  《消失的未來》  ISBN 9789888796243
- 2024年7月  《在塘福村等你》  ISBN 9789888796656

### 愛情小說

#### 愛情影畫Love系列
【非傳媒有限公司】
- 2008年12月  《愛上你‧遺下我》  ISBN 9789881767240

### 合著小說

#### 青春WildChat系列
【知出版】
- 2006年7月  《愛上了線》  ISBN 9628943103
- 2007年1月  《魔法下了線──菇5》  ISBN 9628943391
- 2007年7月  《七天房客‧相遇九如坊》  ISBN 9628943723

#### 藝文青系列
【藝文青】
- 2017年6月  《九如坊‧讓我們再次遇見》  ISBN 9789881477354

#### 非人協會系列
【香港小說會】
- 2011年7月  《新‧非人協會》(收錄短篇〈殺人王奧卓爾〉) ISBN 9889909979

## 歷程

### 歷年成績
| 日期   | 成績                                                                                     | 備註                       |
| ------ | ---------------------------------------------------------------------------------------- | -------------------------- |
| 2006年 | 《愛上了線》登上香港閱讀城好書排行榜                                                     | 榮獲全年總冠軍             |
| 2006年 | 《愛上了線》入選第4屆香港教育城「十本好讀」選舉候選好書                                  | 86本候選好書               |
| 2007年 | 《魔法下了線菇5》登上香港閱讀城好書排行榜                                                | 榮獲2周冠軍                |
| 2007年 | 《魔法下了線菇5》入選第5屆香港教育城「十本好讀」選舉候選好書                             | 80本候選好書               |
| 2009年 | 《愛上你‧遺下我》入選第7屆香港教育城「十本好讀」選舉候選好書                             | 榮獲「十本好讀」第10位獎項 |
| 2012年 | 《青蔥歲月》入選第6屆香港書獎                                                            | 提名書目                   |
| 2013年 | 《青蔥歲月》入選第25屆中學生好書龍虎榜                                                   | 60本候選好書               |
| 2014年 | 《茶餐廳裏的相遇》入選第12屆香港教育城「十本好讀」選舉候選好書                           | 80本候選好書               |
| 2015年 | 《遊戲迷之旅》入選第8屆香港書獎                                                          | 提名書目                   |
| 2015年 | 《茶餐廳裏的相遇》入選第8屆香港書獎                                                      | 提名書目                   |
| 2015年 | 《米芝蓮的考驗》入選第13屆書叢獎                                                         | 60本候選好書               |
| 2016年 | 《米芝蓮的考驗》入選第9屆香港書獎                                                        | 提名書目                   |
| 2017年 | 《我不要再孤獨》入選第14屆香港中文文學雙年獎                                             | 提名書目                   |
| 2018年 | 《九如坊‧讓我們再次遇見》入選第11屆香港書獎                                              | 提名書目                   |
| 2019年 | 《九如坊‧讓我們再次遇見》入選第2屆香港出版雙年獎                                         | 提名書目                   |
| 2019年 | 《星光寶石的魔法》獲選新雅文化小學生創意閱讀及寫作大賽「香港原創組：高小圖畫組及文字組」 | 推薦書目                   |
| 2019年 | 《星光寶石的魔法》榮獲新雅文化、山邊出版年度暢銷排行榜【兒童文學及小說(高小或以上)】     | 榮獲第3名                  |
| 2020年 | 《友情的試煉》榮獲香港聯合書刊物流暢銷排行榜                                             | 榮獲第7名                  |

## 外部連結
- 車人的小說世界 (Facebook官方粉絲頁)
- 青少年創作網站原創空間 （页面存档备份，存于）
- 新雅文化事業有限公司 （页面存档备份，存于）
- 原創文化工作室 （页面存档备份，存于）
- 香港小說會